# Барахова, Сайлаукуль Жапбаровна
Сайлаукуль Жапбаровна Барахова (каз. Сайлаукүл Жапбарқызы Барахова; род. 16 февраля 1947, Сарыагашский район, Южно-Казахстанская область, Казахская ССР) — казахстанский общественный и государственный деятель, ветеран педагогики.  

## Биография
Родилась 16 февраля 1947 года в Сарыагашском районе Южно-Казахстанской области.
В 1964 году окончила Туркестанское педагогическое училище.
В 1972 году окончила Шымкентский педагогический институт по специальности «педагогика».
В 1987 году окончила Алма-Атинскую высшую партийную школу по специальности «политолог».

## Трудовая деятельность
В 1961 г. вступила в ряды ВЛКСМ. В 1972 г. окончила Чимкентский пединститут им. М.О.Ауэзова, Алма-Атинскую Высшую партийную школу, учитель русского языка и литературы, политолог. Учитель средней школы "Сыр-Дарья" Сарыагачского района. 
1967-1970 гг. – секретарь, второй секретарь Сарыагачского райкома ЛКСМ Казахстана
1970-1975 гг. – секретарь Чимкентского обкома ЛКСМ Казахстана
1975-1982 гг. – секретарь Келесского райкома партии
1982-1988 гг. – Секретарь, второй секретарь Чимкентского горкома партии
1988-1992 гг. – Заместитель Председателя Чимкентского областного исполнительного комитета
1992-1995 гг. – Начальник областного отдела народного образования Южно-Казахстанской области
1995-1997 гг. – Заместитель Акима Южно-Казахстанской области
1997-2002 гг. – Депутат Сената Парламента Республики Казахстан I, II созыва
1997-2002 гг. – Член комиссии по правам человека при Президенте Республики Казахстан
2002-2005 гг. – Директор департамента образования-заместитель Акима Южно-Казахстанской области

## Выборные должности, депутатство
Депутат районного совета народных депутатов
Депутат городского совета народных депутатов
Депутат областного совета народных депутатов
С 1997 по 2002 годы — Депутат Сената Парламента Республики Казахстан I и II созыва, член Комитета по социально-культурному развитию.

## Награды и звания
- Орден Курмет (2001);[1]
- Почётная грамота Верховного Совета Казахской ССР;
- нагрудный знак «Отличник народного образования Казахской ССР»;
- нагрудный знак МОН РК «Отличник образования Республики Казахстан»;
- нагрудный знак МОН РК «Почётный работник образования Республики Казахстан»;
- нагрудный знак МОН РК «Ыбырай Алтынсарин»;
- почётное звание «Почётный гражданин Сарыагашского района»;
- почётное звание «Почётный гражданин Туркестанской области»;
- Правительственные медали, в том числе:
  - Медаль «Астана» (1998);
  - Медаль «10 лет независимости Республики Казахстан» (2001);
  - Медаль «10 лет Конституции Республики Казахстан» (2005);
  - Медаль «10 лет Парламенту Республики Казахстан» (2006);
  - Медаль «20 лет независимости Республики Казахстан» (2011);
  - Медаль «20 лет Конституции Республики Казахстан» (2015);
  - Медаль «20 лет Ассамблеи народа Казахстана» (2015);
  - Медаль «25 лет независимости Республики Казахстан» (2016);[2][3]